# Кристиан, Стивен
Сти́вен Кри́стиан (англ. Stephen Christian; род. 28 июля 1980 года, Каламазу, Мичиган, США) — вокалист и автор песен группы Anberlin.

## Биография
Стивен Кристиан родился в Каламазу, штат Мичиган. Учась в школе, он познакомился с Деоном Рексроутом и Джозефом Миллиганом, с которыми позже организовал музыкальную группу. Группа называлась «SaGoh 24/7» и играла христианский панк-рок. Группа выпустила два альбома, а затем превратилась в «Anberlin». 

Сейчас Стивен Кристиан является основным автором текстов песен группы, также пишет музыку. Вместе с группой он выпустил 6 альбомов. Также участвует в сайд-проекте «Anchor & Braille».